# Jens Murken
Jens Murken (geboren 1969 in Bremen) ist ein deutscher Historiker, Archivar und Hochschullehrer.

## Leben
Nach seinem Abitur 1988 am Gymnasium Loger Straße in Osterholz-Scharmbeck studierte Murken Geschichte, Theologie und Archivwissenschaft. Zunächst besuchte er ab 1988 die Universität Münster, an der er 1999 unter Zuhilfenahme von in plattdeutscher Sprache geführten Interviews mit Zeitzeugen seine Dissertation zum Thema Zeitgeschichte im Landkreis Osterholz von 1932 bis 1948 ablegte. Anschließend studierte er von 2001 bis 2005 berufsbegleitend Informationswissenschaften an der Fachhochschule Potsdam, an der er als Diplom-Archivar FH schloss.
Von 2007 bis 2014 arbeitete Murken als Historiker und Archivleiter des Landeskirchlichen Archivs der Evangelischen Kirche von Westfalen.
Unterdessen hatte Murken ab 2002 und dann bis 2012 verschiedene Lehraufträge an den Universitäten Münster, Gießen, Bremen und Bielefeld ausgeübt. In diesem Zeitraum war er ab 2002 und bis 2021 Inhaber von „ecrit. agentur für alte und neue medien“ (www.ecrit.de), zeitweilig parallel dazu von 2003 bis 2023 verantwortlicher Redakteur des Nachrichtenportals für das Archivwesen AUGIAS.Net.
Seit 2023 koordiniert er das Dokumentenmanagement am Dezernat I Planung, Controlling der Fachhochschule Bielefeld.

## Schriften (Auswahl)
- „De Geschicht is lögenhaft to vertellen, ober wohr is se doch ...“ Der Landkreis Osterholz 1932–1948. Zeitgeschichte im Gespräch  (= Agenda Geschichte, Bd. 15), Dissertation 1999 an der Universität Münster, Münster: Agenda-Verlag, 1999, ISBN 978-3-89688-047-5 und ISBN 3-89688-047-0
- Die evangelischen Gemeinden in Westfalen. Ihre Geschichte von den Anfängen bis zur Gegenwart, 4 Bände, hrsg. im Auftrag der Evangelischen Kirche von Westfalen, Bielefeld: Verlag für Regionalgeschichte; Bielefeld: Luther-Verlag,
  - Bd. 1: Ahaus bis Hüsten (= Schriften des Landeskirchlichen Archivs der Evangelischen Kirche von Westfalen; Bd. 11), 2008, ISBN 978-3-89534-711-5 und ISBN 978-3-7858-0525-1; Inhaltsverzeichnis
  - Bd. 2: Ibbenbüren bis Rünthe (= Schriften des Landeskirchlichen Archivs der Evangelischen Kirche von Westfalen, Bd. 12), 2017, ISBN 978-3-7395-1012-5 und ISBN 978-3-89534-772-6 und ISBN 3-7395-1012-9; Inhaltsverzeichnis
  - Bd. 3: Salem-Köslin bis Zurstraße (= Schriften des Landeskirchlichen Archivs der Evangelischen Kirche von Westfalen, Bd. 23), 2019, ISBN 978-3-7395-1193-1; Inhaltsverzeichnis
  - Bd. 4: Kirchenkreise, Register und Hilfsmittel (= Schriften des Landeskirchlichen Archivs der Evangelischen Kirche von Westfalen, Bd. 24), 2020, ISBN 978-3-7395-1254-9 und ISBN 978-3-7858-0777-4 und ISBN 3-7395-1254-7; Inhaltsverzeichnis
- Jens Murken et al.: Dülmen. Lebensgeschichten und Alltag 1930–1960, Erfurt: Sutton, 2000, ISBN 978-3-89702-204-1 und ISBN 3-89702-204-4
- Jens Murken, Helmut Baier (Red.): Die Archive am Beginn des 3. Jahrtausends – Archivarbeit zwischen Rationalisierungsdruck und Serviceerwartungen. Referate des 71. Deutschen Archivtages 2000 in Nürnberg. Veranstaltet vom VdA – Verband Deutscher Archivarinnen und Archivare e.V. (= Der Archivar, Beiband, Bd. 6), Siegburg: Schmitt, 2002, ISBN 978-3-87710-241-1 und ISBN 3-87710-241-7
- Jens Murken, Wolfgang Kramer (Red.): Archive und Herrschaft. Referate des 72. Deutschen Archivtages 2001 in Cottbus. Veranstaltet vom VdA – Verband Deutscher Archivarinnen und Archivare e.V. (= Der Archivar, Beiband, Bd. 7), 2002, ISBN 978-3-87710-242-8 und ISBN 3-87710-242-5; Inhaltsverzeichnis
- Der „Tag der Archive.“ Ein Instrument archivischer Öffentlichkeitsarbeit, Saarbrücken: VDM Verlag Dr. Müller, [2008?], ISBN 978-3-8364-6684-4; Inhaltsverzeichnis
  - neue Ausgabe, Saarbrücken: AV Akademikerverlag, 2012, ISBN 978-3-639-44161-1
- „Ein kirchengeschichtliches Ereignis“ – 75 Jahre Barmer Theologische Erklärung (= Schriften des Landeskirchlichen Archivs der Evangelischen Kirche von Westfalen, Bd. 14), hrsg. von Jens Murken im Auftrag der Evangelischen Kirche von Westfalen, Bielefeld: Luther-Verlag, 2012, ISBN 978-3-7858-0615-9; Inhaltsverzeichnis
- Archivpädagogik und Historische Bildungsarbeit. Gesammelte Beiträge zu Methode und Praxis, Bielefeld: Jens Murken, ISBN 979-8-6475-5514-4; Inhaltsverzeichnis
  - München: via tolino media, 2020, ISBN 978-3-7394-9759-4